# Isidrogalvia paniculata
Isidrogalvia paniculata är en kärrliljeväxtart som beskrevs av L.M.Campb. Isidrogalvia paniculata ingår i släktet Isidrogalvia och familjen kärrliljeväxter. Inga underarter finns listade.